# Chionoecetes bairdi
Chionoecetes bairdi is een krabbensoort uit de familie van de Oregoniidae. De wetenschappelijke naam van de soort is voor het eerst geldig gepubliceerd in 1924 door Mary Jane Rathbun.